# Ортакьой
 Тази статия е за квартала на Истанбул.  За града в България вижте Ивайловград.  
Ортакьой (на турски: Ortaköy) (буквално преведено от турски Средно село) е квартал в европейската част на град Истанбул, Турция, някога село. Административно кварталът е част от район Бешикташ на вилает Истанбул, разположен е в средната част на европейския бряг на Босфора.
Ортакьой е космополитен район на Истанбул, дом на истанбулчани от различни етноси турци, гърци, арменци, евреи и други, а също и от различни религии (мюсюлмани, юдеи, източно православни християни и други християнски деноминации). Кварталът е популярна туристическа дестинация със своите художествени галерии, нощни клубове, кафенета, барове, ресторанти.
Своеобразна емблема на квартала е необароковата Ортакьойска джамия, красиво орнаментирана сграда вдясно от вълнолома, пазещ Ортакьой от водите на Босфора. Местоположението на джамията е така организирано, че от преминаващите през Босфора плавателни кораби се открива красива гледка към храма.
В квартала се намират някои от най-престижните учебни заведения на Истанбул, като Кабаташкия мъжки лицей и Галатасарайския университет. От него тръгва и Босфорският мост, един от двата моста, свързващи европейската и азиатската част на Истанбул.

## История
Векове наред Ортакьой заема важно място в живота на Истанбул както през византийската, така и през османската епоха. Все още наследници на истанбулчани от различните народи и религии живели тук живеят мирно едни до други. Една от най-старите сгради в Ортакьой е Турската баня, построена от прочутия османски архитект Синан през 1556 г.
Прочутата Ортакьойска джамия е построена през 18 век. По-късно в 19 век тя е изменана и достроена в настоящия си необароков стил, по заповед на султан Абдул Меджид и по проект на архитектите Гарабет Амира Балян и Нигогайос Балян (баща и син).
През 1871 г., султан Абдул Азиз построява двореца Чъраан в Ортакьой, където живее известно време. Дворецът Чъраан е използван също и като сграда на Османския парламент до 1910 г., когато е тежко увреден от пожар. Отново е възстрановен и реставриран през 80те години на 20 век и е познат днес като „Чъраан палас Кемпински хотел“, един от най-луксозните хотели в Истанбул.

## Ортакьой в българската история
Още преди Освобождението (1878 г.), а и след него чак до Балканската война, квартал Ортакьой е средищно място за българската общност в Истанбул. Тук дълги години се намира Екзархийският дом, където резидира българският екзарх. В Екзархийския дом в Ортакьой се провежда през 1871 г. Първият църковно–народен събор, избрал за екзарх Антим I и утвърдил подготвения предишната година „Устав за управлението на Българската екзархия“. Канцеларията на Българската екзархия се помещава в сградата в Ортакьой до 1907 г., когато по настояване на екзарх Йосиф е закупена нова сграда в истанбулския квартал Шишли. В квартала е имало и българско училище.

## Личности
Родени в Ортакьой

## Спорт
Спортният клуб на квартала се казва Ортакьой Спор Колюбю (ОСК).